# Saldhara
Saldhara (nep. सालधारा) – gaun wikas samiti w środkowej części Nepalu w strefie Bagmati w dystrykcie Kavrepalanchok. Według nepalskiego spisu powszechnego z 2001 roku liczył on 456 gospodarstw domowych i 2735 mieszkańców (1358 kobiet i 1377 mężczyzn).